# Yuji Hirayama

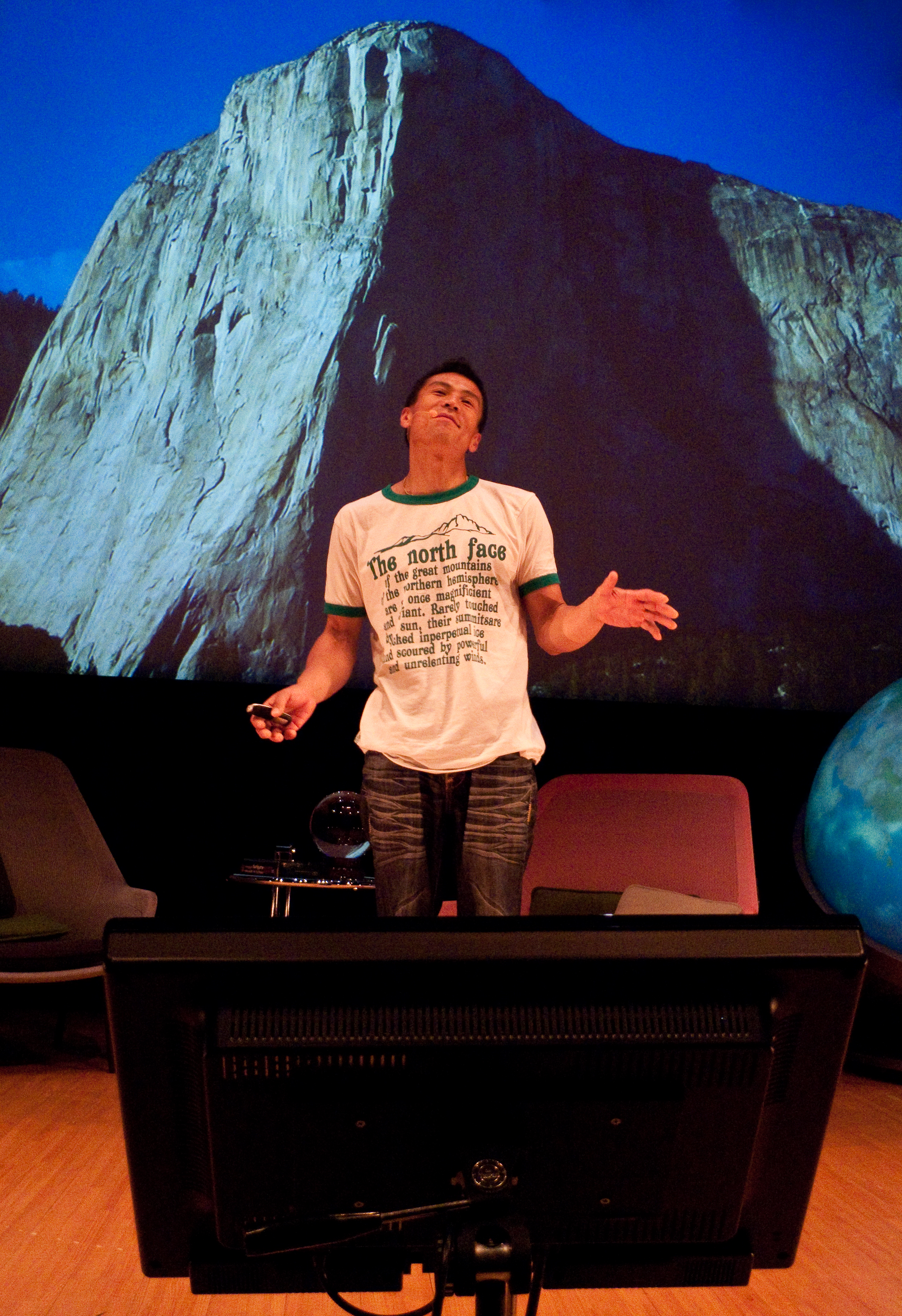
Yuji Hirayama na tle gór.

Yuji Hirayama (jap. 平山 ユージ Hirayama Yuji; ur. 23 lutego 1969, Tokio) – japoński wspinacz sportowy. Specjalizował się w prowadzeniu oraz we wspinaczce klasycznej. Wielokrotny medalista mistrzostw świata i mistrzostw Azji, dwukrotny mistrz Azji.

## Kariera sportowa
W inauguracyjnych zawodach wspinaczkowych, które odbyły się Niemczech w 1991, wywalczył srebrny medal mistrzostw świata, przegrywając z Francuzem François Legrandem. W kolejnych mistrzostwach w 1993 w Innsbrucku zdobył brązowy medal. W 1999 w Birmingham wywalczył ponownie srebrny medal.
Wielokrotny uczestnik, medalista zawodów Rock Master we włoskim Arco, gdzie w 1991 i2000 zdobywał złote medale w prowadzeniu.

## Osiągnięcia

### Mistrzostwa świata
| Konkurencje | 1991 | 1993 | 1999 | 2001 |
| Prowadzenie | 2    | 3    | 2    | 5    |

### Mistrzostwa Azji
| Konkurencje | 2000 | 2004 | 2006 |
| Prowadzenie | 1    | 2    | 1    |

### Rock Master
| Konkurencje | 1991 | 1992 | 1993 | 1994 | 1995 | 1998 | 1999 | 2000 | 2001 |
| Prowadzenie | 1    | 7    | 4    | 7-8  | 4    | 2    | 3    | 2    | 1    |